# Protest Warrior
Treść tego artykułu może nie być zgodna z zasadami neutralnego punktu widzenia.
Dokładniejsze informacje o tym, co należy poprawić, być może znajdują się w dyskusji tego artykułu.
 Po wyeliminowaniu niedoskonałości należy usunąć szablon [[Szablon:Dopracować|]] z tego artykułu.
Protest Warrior jest międzynarodową organizacją założoną w Stanach Zjednoczonych w 2003. Reprezentuje poglądy prawicowe, a jej działacze pojawiają się na manifestacjach antywojennych z transparentami szydzącymi z lewicy.

## Ideologia
Członkowie tej organizacji popierają interwencję wojsk amerykańskich w Iraku, wolny rynek oraz konserwatywne wartości. Ze względu na to że jej założyciele: Alan Lipton i Kfir Alfia są Żydami, można się też dopatrzyć pewnych wątków syjonistycznych.

## Slogany
"Komunizm zabił tylko 100 milionów ludzi, dajmy mu jeszcze jedną szansę!"
"Saddam zabija tylko swoich ludzi, to nie nasza sprawa!"
"Zwalczaj przeludnienie! Wspieraj publiczną służbę zdrowia"
"Z wyjątkiem monoteizmu, kodeksu praw, filozofii, matematyki, rozpowszechnienia umiejętności czytania i pisania, chemii, fizyki, nowoczesnej medycyny, kanalizacji, elektryczności, transplantacji, elektroniki, komputerów i lotów kosmicznych, CO WŁAŚCIWIE ZACHODNIA CYWILIZACJA ZROBIŁA DLA ŚWIATA?"
"Powstrzymaj nikczemne rozprzestrzenianie się bogactwa! Głosuj na ZIELONYCH by wszyscy mogli być równo biedni!"
"Z wyjątkiem zakończenia niewolnictwa, faszyzmu, nazizmu i komunizmu, WOJNA NIE ROZWIĄZAŁA JESZCZE ŻADNEGO PROBLEMU!"

## Działalność w Polsce
W Poznaniu w trzecią rocznicę rozpoczęcia wojny w Iraku jej działacze pojawili na manifestacji antywojennej "Jedzenie zamiast bomb". Rozdawali ulotki na których oprócz wycofania wojsk z Iraku nakłaniali do wprowadzenia w Polsce prawa koranicznego oraz transparent z napisem: "POWIEDZ NIE WOJNIE PREWENCYJNEJ - tak jak Francja Piłsudskiemu, gdy w 1933 zaproponował wspólny atak na Niemcy". Zostali obrzuceni jedzeniem przez jednego z antywojennych działaczy.